# César I Gonzaga
César I Gonzaga (em italiano:  Cesare I Gonzaga; 1530 – Guastalla, 15 de fevereiro de 1575) foi um nobre italiano, membro do ramo de Guastalla da Casa de Gonzaga, e que foi segundo Conde de Guastalla de 1557 até à sua morte.

## Biografia
Era membro do ramos dos Gustalla da prestigiosa casa de Gonzaga, primogénito do condottiero imperial Ferrante I Gonzaga e de Isabella de Cápua. De sua mãe viria a herdar o título pessoal de Duque de Amalfi. Foi também Duque de Ariano e Príncipe de Molfetta.
A 21 de maio de 1558 o rei Filipe II nomeia-o comandante em chefe das tropas espanholas na Lombardia. 
César Gonzaga foi também um membro da Accademia delle Notti Vaticane, um círculo literário pontifício que se reunia no Casino di Pio IV, localizado no Vaticano.
Foi um homem de cultura e, a sua faustosa habitação de Mântua, situada num local agora ocupado pela Piazza Dante e pelo Palazzo dell’Accademia Virgiliana, era constantemente visitada por escritores e artistas, ele colecionou mármores, bronzes medalhas e pinturas.

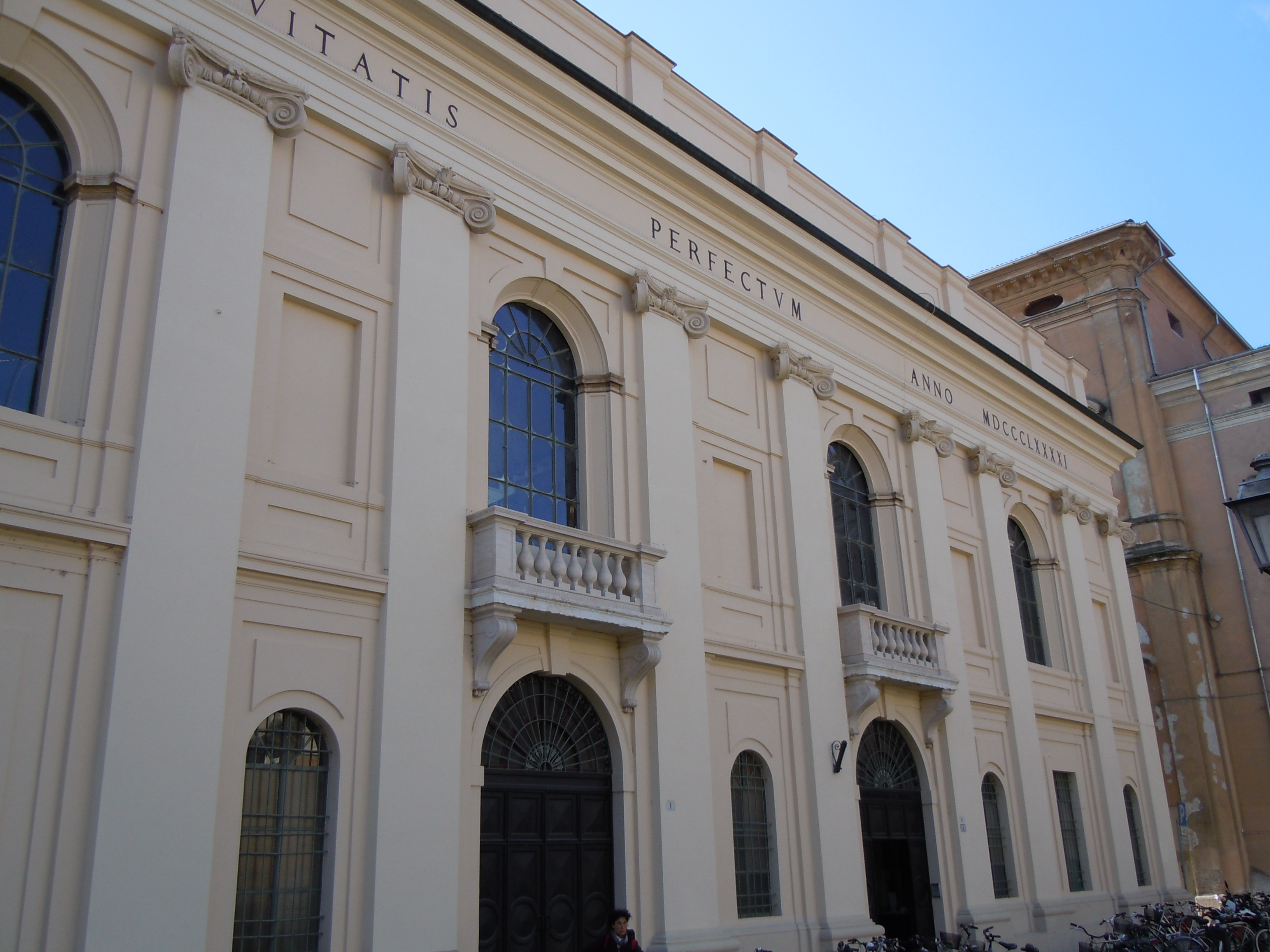
Palácio da Accademia, Mântua.

Ele mesmo fundou uma associação literária, a Accademia degli Invaghiti, com sede em Mântua.
Entre 1567 e 1568 transfere a sua própria corte de Mântua para Guastalla, onde permanece até à sua morte, recorrendo a Francesco da Volterra como arquiteto e engenheiro dos seus projetos.
Uma das suas famosas amantes foi Diana Folch de Cardona, que rompe o relacionamento para casar com Vespasiano I Gonzaga, Duque de Sabioneta.
Ao morrer, sucede-lhe o seu filho Ferrante II.

## Casamento e descendência
A 12 de março de 1560 casou com Camilla Borromeo, irmã de S. Carlos Borromeo e sobrinha de Giovanni Angelo de Médici, que fora eleito Papa pouco tempo antes com o nome de Pio IV.
Do seu casamento com Camila Borromeo, César teve dois filhos:
- Ferrante II (Ferrante) (1563-1630), que lhe veio a suceder nos seus títulos;
- Margarida (Margherita) (1562-1618), que casou com Vespasiano I Gonzaga, Duque de Sabbioneta;

Teve também uma filha natural:
- Hipólita (Ippolita).